# Dominicas Hijas del Santísimo Rosario
La Congregación de Hermanas Dominicas Hijas del Santísimo Rosario (oficialmente en italiano: Istituto delle Suore domenicane figlie del Santo Rosario) es un instituto religioso católico femenino, de vida apostólica y de derecho pontificio, fundado por el laico italiano Bartolo Longo, en 1897, en Pompeya. A las religiosas de este instituto se les conoce como Dominicas de Pompeya y posponen a sus nombres las siglas O.P..

## Historia

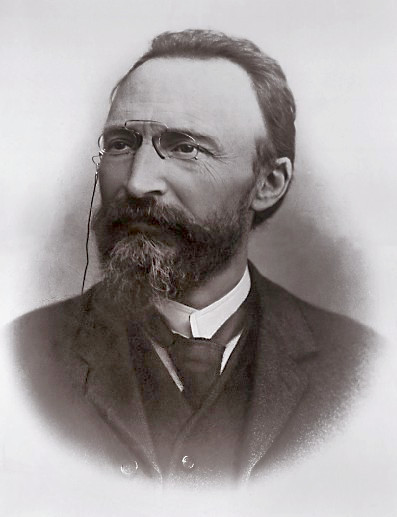
Bartolo Longo (1841-1926), fundador de la congregación, es venerado como beato en la Iglesia católica.

Los orígenes de la congregación se remontan a 1896, cuando el cardenal Raffaele Monaco La Valletta, por petición de Bartolo Longo, envió tres religiosas dominicas de Marino a Pompeya para dirigir la obra femenina que se llevaba a cabo en el Santuario de Nuestra Señora del Rosario. Las religiosas se indepedinzaron de la casa madre de Marino y fue erigida en instituto religioso de derecho diocesano por el cardenal Camillo Mazzella, el 25 de agosto de 1897. La congregación fue elevada a instituto de derecho pontificio por el papa Pío XII, mediante decretum laudis del 2 de julio de 1951.

## Organización
La Congregación de Hermanas Dominicas Hijas del Santísimo Rosario es un instituto religioso de derecho pontificio, internacional y centralizado, cuyo gobierno es ejercido por una priora general. La sede central se encuentra en Pompeya (Italia).
Las dominicas de Pompeya se dedican a la educación e instrucción cristiana de la juventud, forman parte de la familia dominica y usan el hábito blanco y velo negro. En 2017, el instituto contaba con 278 religiosas y 28 comunidades, presentes en Camerún, India, Indonesia, Italia y Filipinas.